# Comtat de Besiers
El comtat de Besiers fou una jurisdicció feudal d'Occitània. Besiers va passar al francs el 752 i era seu d'un bisbat. Els primers comtes degueren ser hispanii, favorables als francs. El 790 devia quedar inclòs en el ducat de Guillem I de Tolosa el sant; quasi res se saps dels comtes propis: vers 806-812 podria haver estat comte Liebulf), després Erlí (esmentat vers 812) i després Arnau de Besiers (mort abans del 821). El 826 fou donat a Bernat de Septimània i el 832 a Berenguer de Tolosa; el 835 va tornar a Bernat i al seu fill Guillem. El 863 estava en mans d'Humfrid de Barcelona i Septimània i el 865 fou donat a Bernat II de Tolosa passant a Bernat Plantapilosa el 872. Tots aquestos comtes nominals no es cuidaven del comtat. El 881 el rei Carloman va designar un vescomte, que des de llavors va tenir el domini efectiu del comtat de Besiers. El títol comtal no va desaparèixer tot i que fou nominal, i el 1230 va ser donat als bisbes de Besiers que el van portar fins a la revolució.